# N-335
La N-335 es una carretera nacional de la Red de carreteras de España que sirve de acceso al Puerto de Valencia. La N-335 conecta la V-30 y el Puerto de Valencia de este modo permite el acceso directo al puerto del tráfico de mercancías por carretera. Es un acceso rápido al puerto y está restringido.

## Historia
El origen de la N-335 se remonta a la construcción del Plan Sur que fue finalizado en 1972. En un principio, el recorrido discurría entre el Puerto de Valencia y Cuart de Poblet, con el nombre de  V-30 . En el año 1988 fue renombrada con el identificador  N-335  fruto de la reorganización de carreteras derivada del Plan de Carreteras 1984-1991, obteniendo estatus de Autovía. Posteriormente, en 1991, fue construido el tramo entre Cuart de Poblet y la Autovía del Mediterráneo (como continuación provisional de la misma hasta finalizar las obras del By-pass de Valencia), junto al polígono industrial Fuente del Jarro. Desde la nueva nomenclatura de 2003 se recuperó el nombre de  V-30  para la autovía quedando el de N-335 para el acceso al Puerto de Valencia.

## Trazado actual
Tiene 2 km de longitud. Inicia su recorrido en el enlace con el acceso al puerto (V-30) y termina su recorrido en el Puerto de Valencia.

## Recorrido hasta 2003
| Velocidad | Esquema | Salida | Sentido Paterna (descendente)                                                    | Sentido Puerto (ascendente)                                                      | Carretera          | Notas |
| --------- | ------- | ------ | -------------------------------------------------------------------------------- | -------------------------------------------------------------------------------- | ------------------ | ----- |
|           |         |        | Comienzo de la Circunvalación de Valencia                                        | Fin de la Circunvalación de Valencia                                             | Puerto de Valencia |       |
|           |         |        | Salida del Puerto de Valencia                                                    | Aduana de acceso al Puerto de Valencia Excepto Autorizados                       |                    |       |
|           |         | 0AB    |                                                                                  | Valencia - El Saler Pinedo                                                       | V-15 VP-1043       |       |
|           |         | 1      | Castellar - El Oliveral Mercavalencia                                            | Castellar - El Oliveral Mercavalencia                                            |                    |       |
|           |         | 2AB    | Valencia Alicante - Albacete N-332 - N-340                                       | Valencia Alicante - Albacete N-332 - N-340                                       | A-7 N-332          |       |
|           |         | 3B     | Camino de Malilla                                                                | Horno de Alcedo                                                                  |                    |       |
|           |         | 4      | Valencia Calle José Soto Micó                                                    | La Torre                                                                         |                    |       |
|           |         | 6      | Valencia Calle San Vicente Mártir Benetúser - Catarroja                          | Valencia Calle San Vicente Mártir Benetúser - Catarroja                          | N-340              |       |
|           |         | 7AB    | Valencia Calle Archiduque Carlos Torrente                                        | Valencia Calle Archiduque Carlos Torrente                                        | VV-3014            |       |
|           |         | 9      | Avenida Tres Forques Avenida del Cid Centro Comercial                            | Chirivella Mislata Cuart de Poblet N-III Madrid - Aeropuerto                     | N-III E-901        |       |
|           |         | 11     | Ademuz - Liria Paterna - Feria de Muestras Ronda norte                           | Mislata - Cuart de Poblet Ademuz - Liria Paterna - Feria de Muestras Ronda norte | C-234 CV-30        |       |
|           |         | 12     | Paterna Manises                                                                  | Paterna Manises                                                                  |                    |       |
|           |         | 14     | Paterna - Feria de Muestras - Polígono industrial Manises - Aeropuerto           | Paterna - Feria de Muestras - Polígono industrial Manises - Aeropuerto           | V-615 N-220        |       |
|           |         | 16     | A-7 Alicante - N-III Madrid A-7 Castellón - Barcelona C-234 Líria - N-234 Teruel |                                                                                  | A-7 E-15           |       |

- Datos: Q2876135